# 大阪市交通局
大阪市交通局（おおさかしこうつうきょく、英: Osaka Municipal Transportation Bureau）は、大阪府大阪市内およびその周辺地域で公営交通事業を行うため、2018年（平成30年）3月まで存在した大阪市の地方公営企業の一つ。
地下鉄・中量軌道（新交通システム）・路線バスをはじめ、市電（路面電車）や無軌条電車（トロリーバス）も運営していた。1903年（明治36年）の大阪市電開業時に存在した大阪市工務課に起源を持ち、1945年（昭和20年）に名称が大阪市交通局となった。本局は大阪市西区九条南1丁目に所在していた。
2018年（平成30年）4月1日より、市営地下鉄事業（新交通システムを含む）は大阪市が全額出資する新会社・大阪市高速電気軌道（Osaka Metro）による運営に移行された。また同時に市営バス事業も、大阪市高速電気軌道の子会社である大阪シティバスに譲渡された。
事業の民営化に伴い、大阪市交通局は廃止された。

## 事業
各事業の詳細は以下の項目を参照。
- 高速鉄道（地下鉄）：大阪市営地下鉄（8路線 129.9km）
- 中量軌道（新交通システム）：ニュートラム 南港ポートタウン線（1路線 7.9km）
- 自動車運送事業（路線バス）：大阪市営バス（2007年12月現在174系統。うち赤バス28系統。なお赤バスは2013年廃止。市バスの運行の約半分は外郭団体の大阪シティバス株式会社と南海バスに委託）
- 路面電車：大阪市電
- 無軌条電車：大阪市営トロリーバス

※以降の解説で「バス」とある場合は、特記なければ一時期設定されていた「赤バス」を含む。
大阪市では、地下鉄事業を「大阪市高速鉄道」、路線を「高速電気軌道第○号線」と呼んでいた。「高速鉄道」と称されてはいるが、意味は都市計画法に規定される都市高速鉄道の略であり、新幹線に代表される高速鉄道ではない。これら地下鉄建設は市電の代替とされ、野田阪神駅など市電時代の停留所名がそのまま地下鉄の駅名となっているケースが多い。
大阪市の地下鉄は法規上、大阪港トランスポートシステム（OTS）から移管された区間を除く全線が都市計画道路とセットで計画・建設されたという歴史的経緯から、日本の地下鉄では唯一、軌道法準拠の軌道として取り扱われている。路線名に用いられる「高速電気軌道」という呼称もこれによるものである。これに対し、新交通システムの南港ポートタウン線については、軌道法に基づく軌道と鉄道事業法に基づく鉄道の区間が混在している。

## 局章・ロゴマーク
大阪市電開業当初は市章の澪標に唐草模様を加えたもの、あるいは市章をそのまま使用していた。やがて澪標に「電」の文字を組み合わせたマークが1908年（明治41年）頃より使われはじめ、そのマークが大阪市電気局発足日である1923年（大正12年）10月1日に正式に局章として制定された。この局章は大阪市高速電気軌道（Osaka Metro）へ継承されている。
大阪市営地下鉄を表すマークは京都帝国大学教授の武田五一が開業時に考案したものである。大阪市の「O」と高速鉄道の「コ」を重ねたものを図案化したもので、「コ」が「O」からはみ出す様は路線網が郊外へ伸びていくことを表している。正式名称は大阪市高速電気軌道標識と言うが、その形から親しみを込めてマルコマークと呼ばれていた。
中量軌道事業のマークはニュートラムの頭文字「N」の字を図案化したものである。
バスについては独自のマークを使用せずに大阪市章（澪標）を使用していた。

澪標 （大阪市章）
局章
大阪市高速電気軌道標識（マルコマーク）
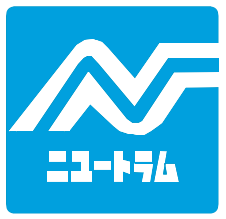
ニュートラム
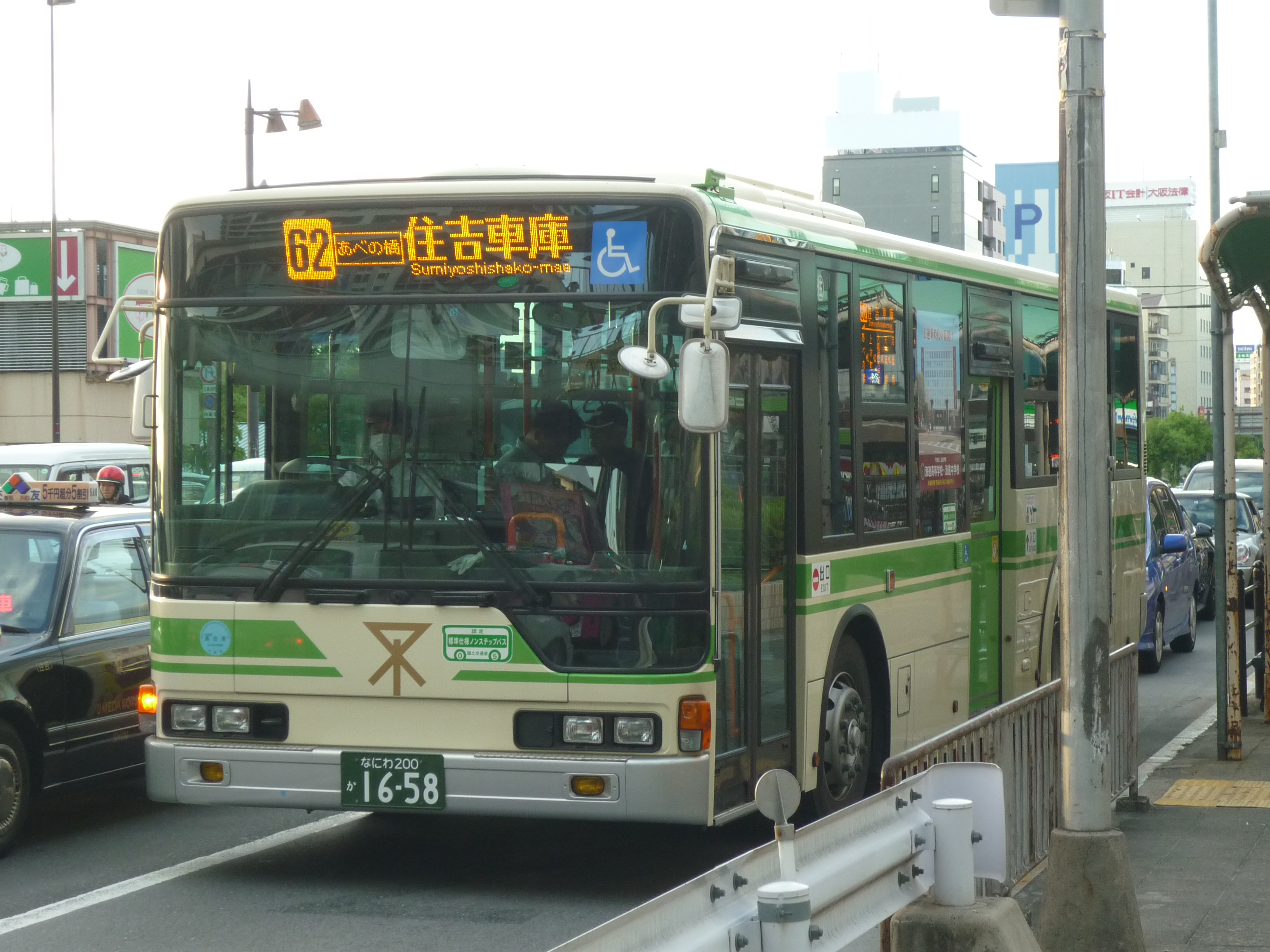
前面中央に大阪市章を掲げた大阪市バス車両

## 歴史

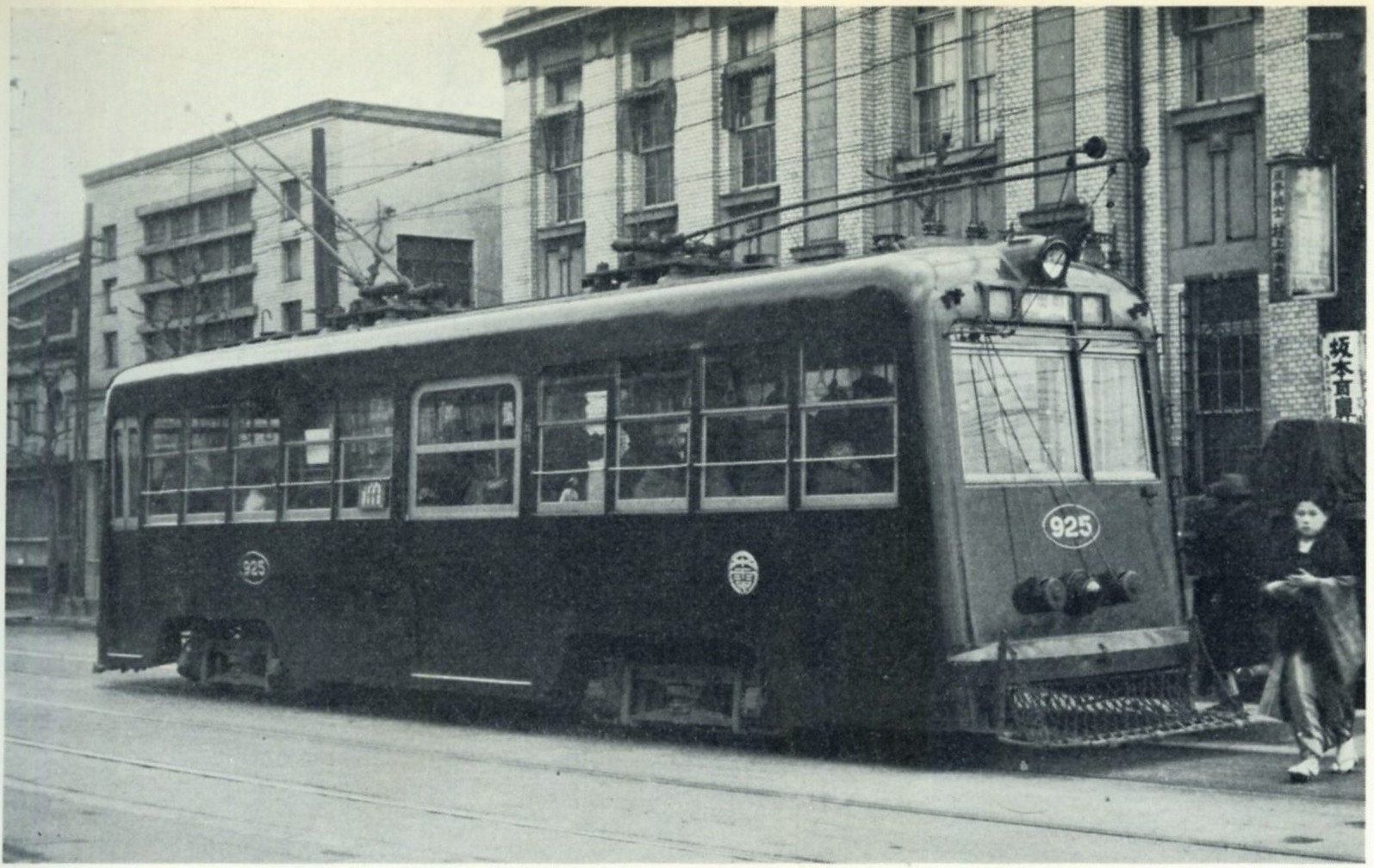
1940年当時の大阪市電901形。

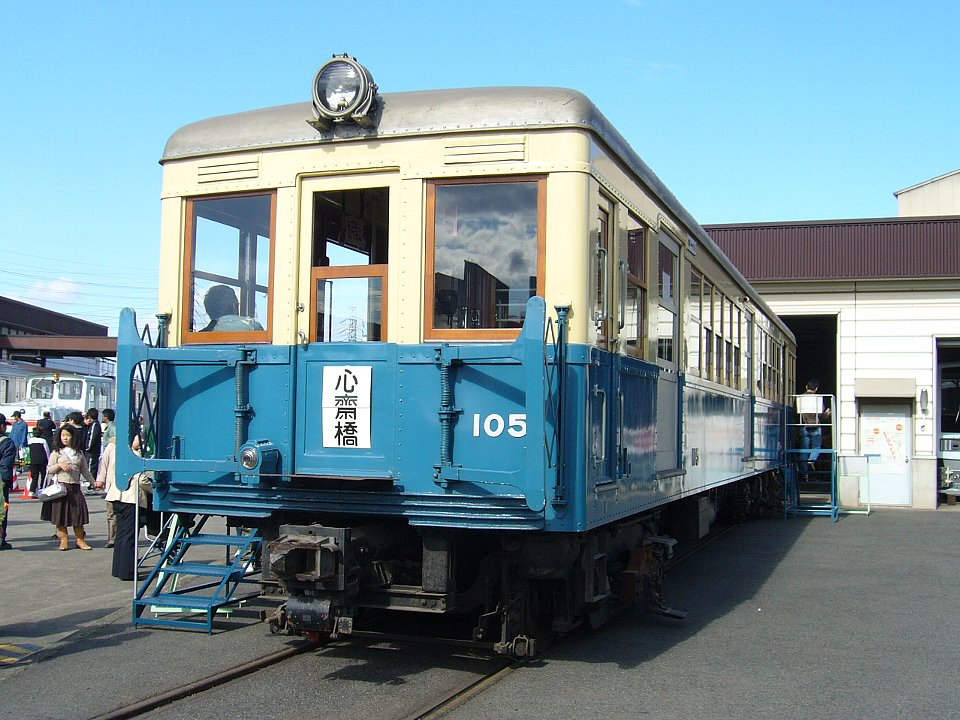
大阪市営地下鉄開業時の100形電車

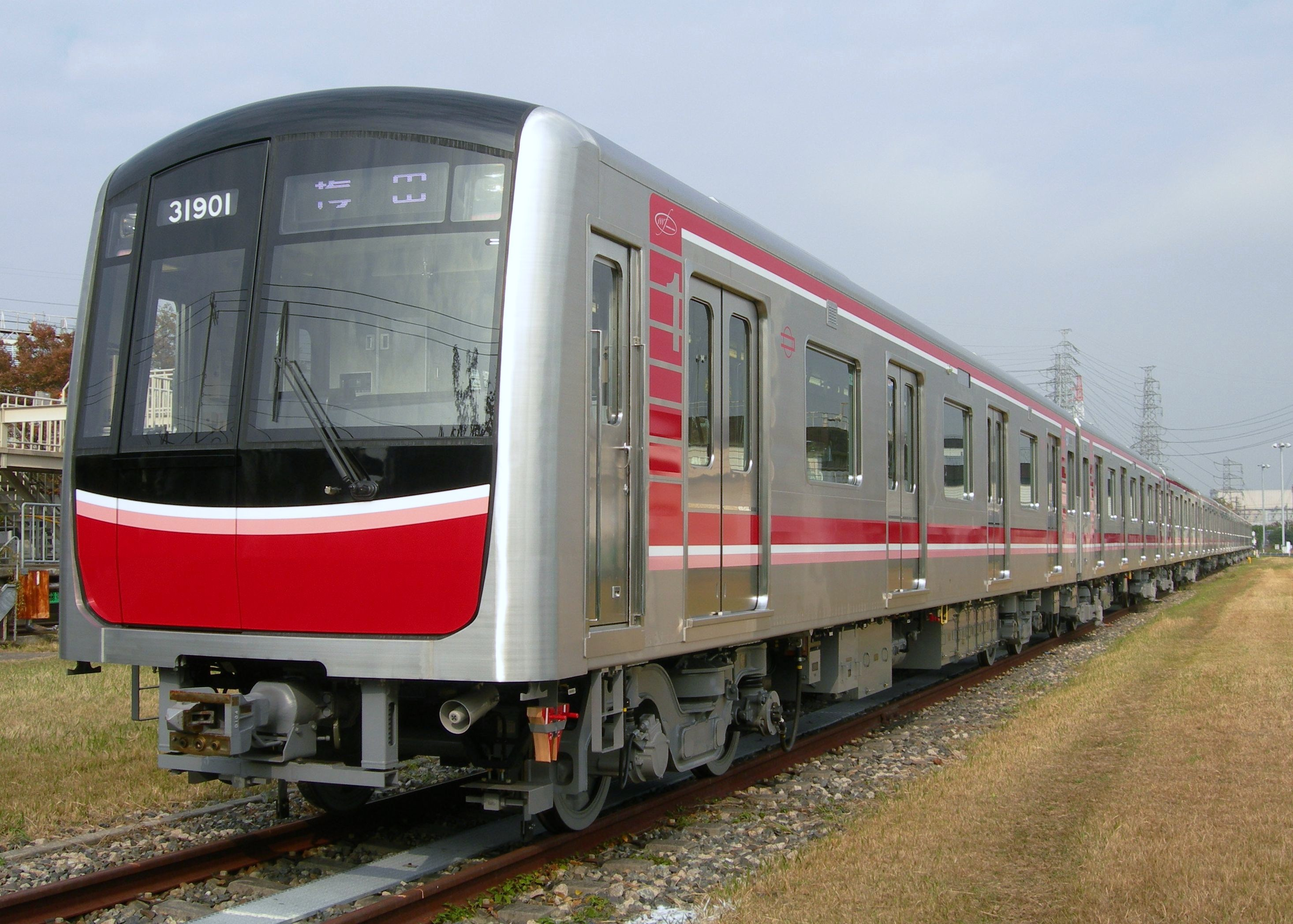
大阪市営地下鉄御堂筋線の30000系電車

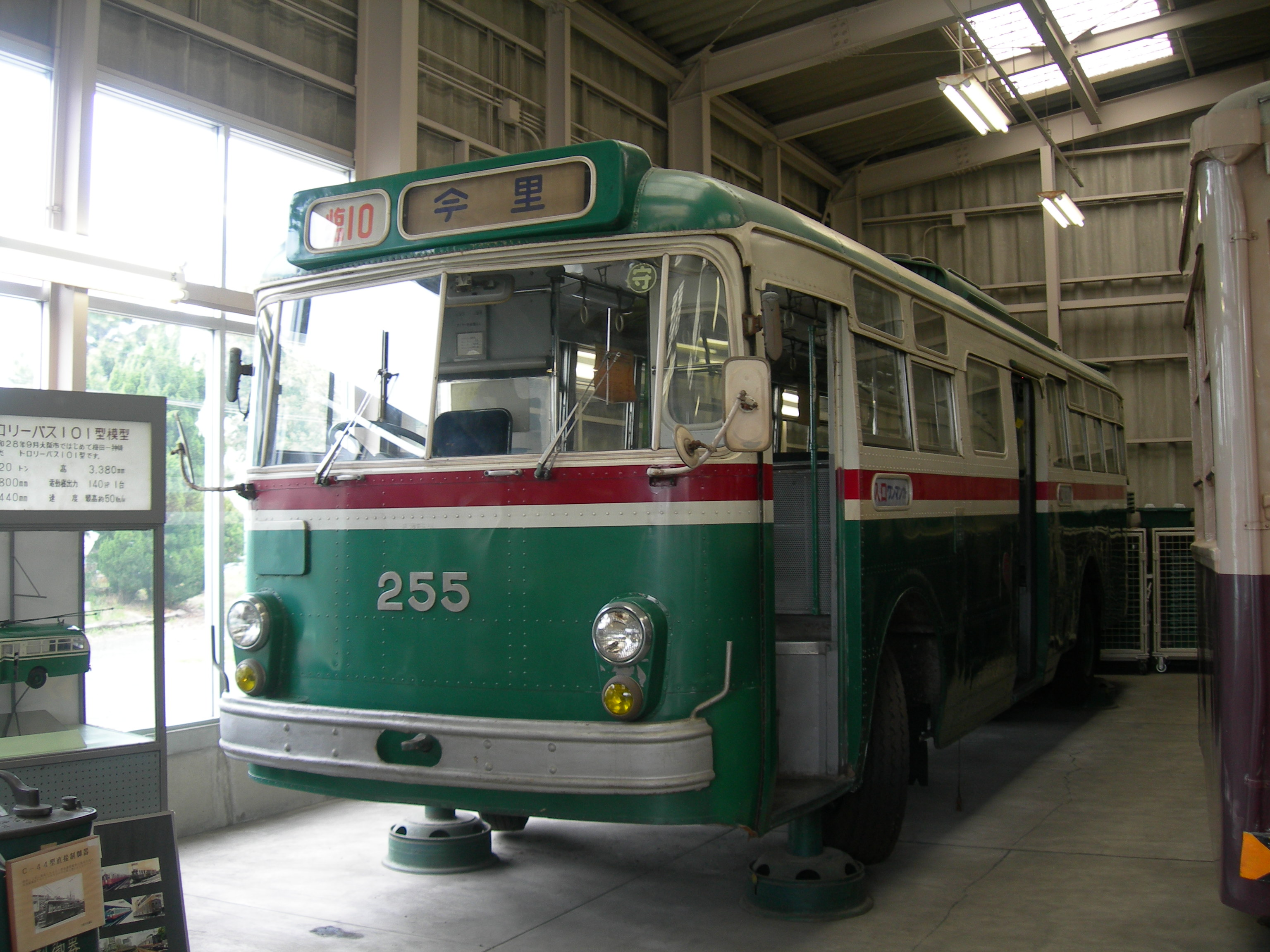
大阪市営トロリーバス

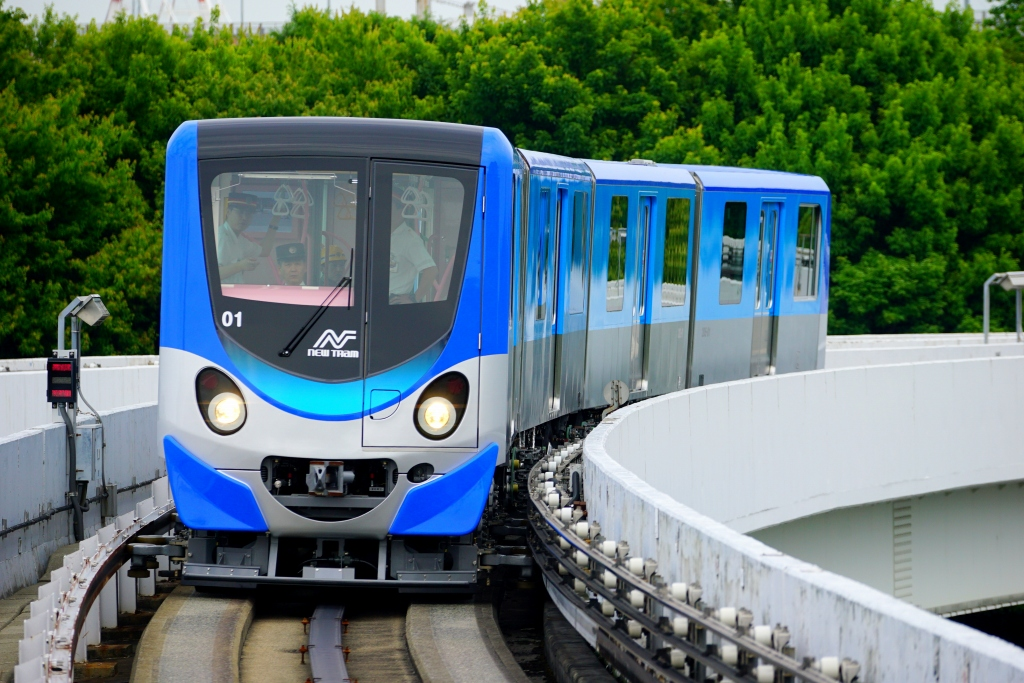
新交通システム
200系電車（ニュートラム）

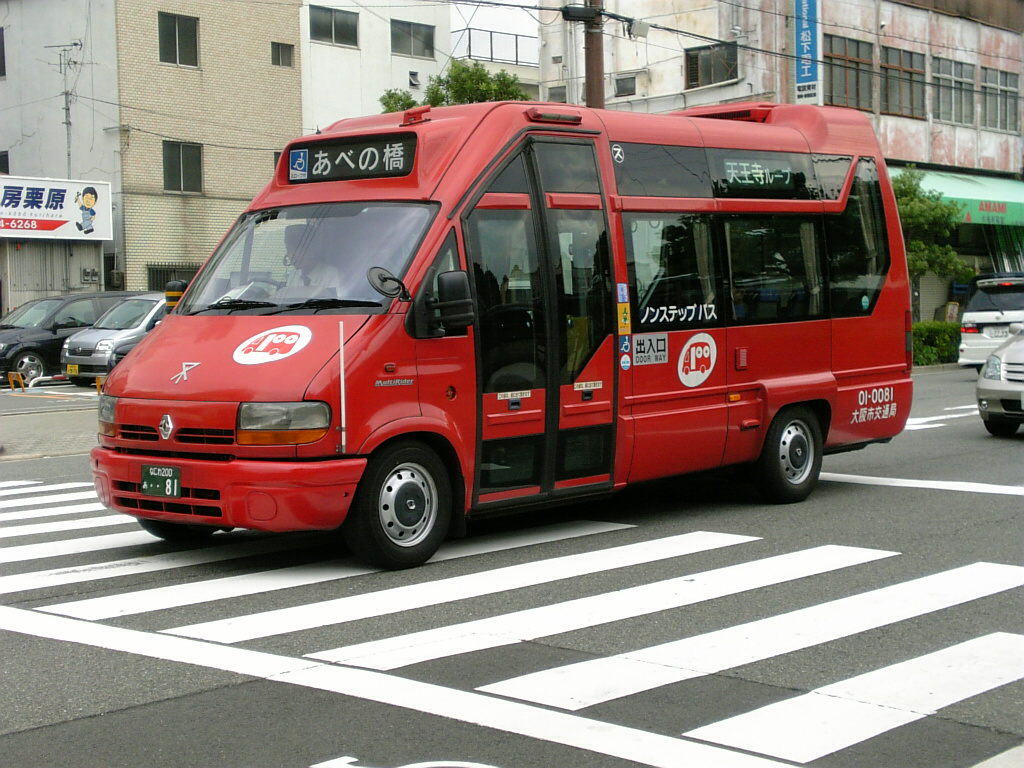
コミュニティバス（別名赤バス）車両（オムニノーバ・マルチライダー）

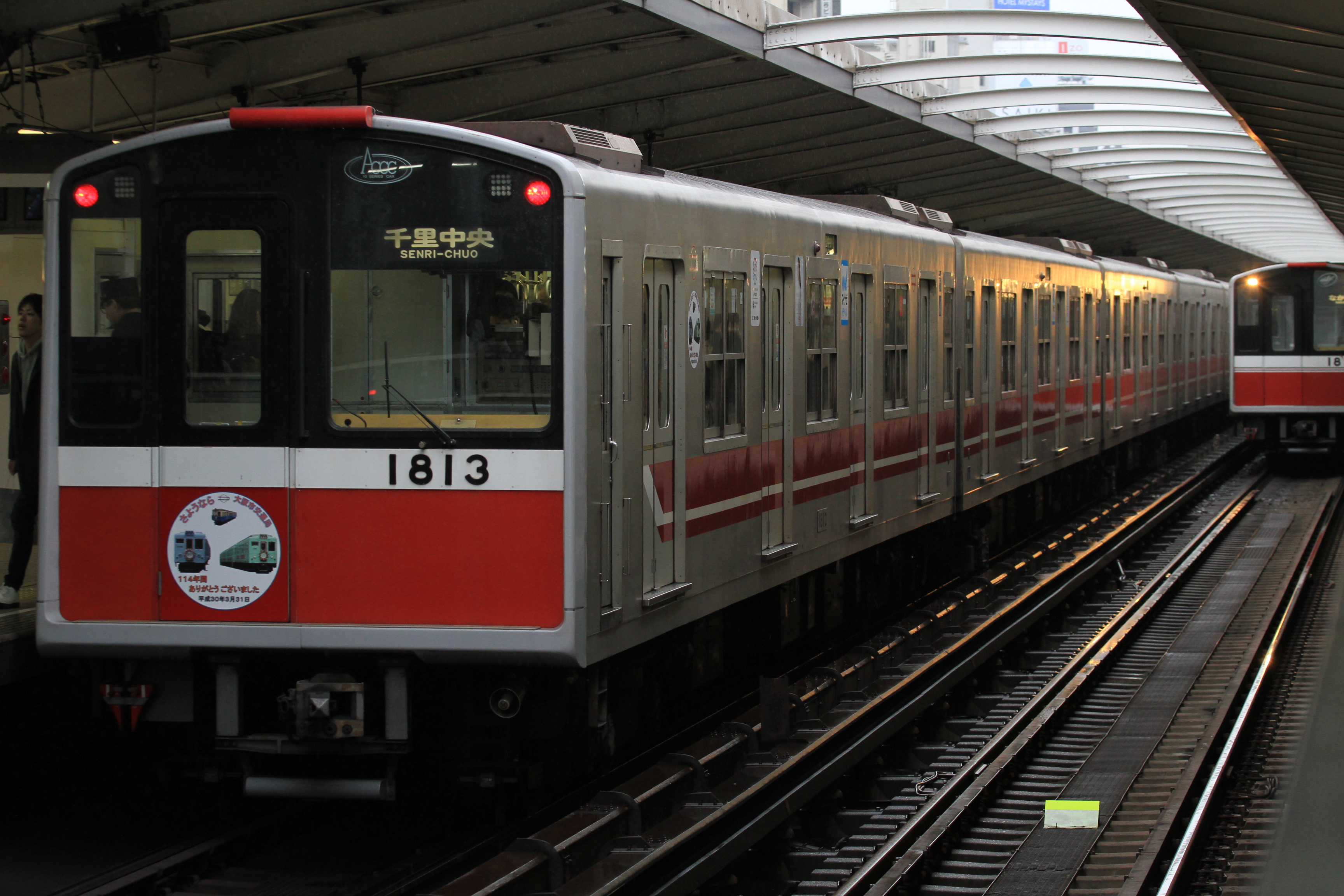
大阪市交通局サヨナラヘッドマーク貼付車（御堂筋線10系電車）

- 1903年（明治36年）9月12日：花園橋 - 築港桟橋間で大阪市電開業。日本初の公営電気鉄道。
- 1904年（明治37年）7月7日：日本初の2階付き電車を運行開始。1911年運行を廃止。
- 1906年（明治39年）2月2日：大阪市工務課の電気鉄道業務を大阪市電気鉄道課に改組。
- 1909年（明治42年）3月24日：市営電気供給事業開始（一般向けは1911年1月から）。
- 1911年（明治44年）2月28日：大阪市電気鉄道部に改組。
- 1921年（大正10年）12月24日：南海鉄道（現・南海電気鉄道）から上町線天王寺西門 - 天王寺駅前を譲受。
- 1923年（大正12年）10月1日：大阪電灯からの事業買収に伴い大阪市電気局に改組。
- 1927年（昭和2年）2月26日：平野 - 阿倍野橋間で市営バス営業開始。
- 1933年（昭和8年）5月20日：地下鉄1号線（現・御堂筋線）開業[16]。日本初の公営地下鉄。
- 1942年（昭和17年）
  - 4月1日：配電事業を関西配電に移管。
  - 5月10日：地下鉄3号線（現・四つ橋線）開業。
- 1944年（昭和19年）4月1日：阪堺電鉄（阪堺電気軌道とは別）を買収。
- 1945年（昭和20年）9月11日：大阪市交通局に改組。
- 1953年（昭和28年）9月1日：トロリーバス開業。
- 1961年（昭和36年）12月11日：地下鉄4号線（現・中央線）開業。
- 1967年（昭和42年）3月24日：地下鉄2号線（現・谷町線）開業。
- 1969年（昭和44年）
  - 4月1日：市電全廃。
  - 4月16日：地下鉄5号線（現・千日前線）開業。
  - 12月6日：地下鉄堺筋線開業。各路線に愛称が付けられる。
- 1970年（昭和45年）6月15日：トロリーバス全廃。
- 1981年（昭和56年）3月16日：ニュートラム南港ポートタウン線開業。
- 1984年（昭和59年）
  - 3月31日：地下鉄・ニュートラム全駅の改札口が自動改札に[17]。
  - 7月4日：「バス・地下鉄・ニュートラム共通一日乗車券」発売開始。
- 1988年（昭和63年）
  - 大阪市交通局と大阪交通労労働組合の共同出資で大阪運輸振興株式会社を設立。
  - 3月1日：プリペイドカード「タウンカード」発売開始。
- 1989年（昭和64年、平成元年）
  - 1月1日：全駅改札内の終日禁煙化。
  - 10月1日：地下鉄・ニュートラム回数券が磁気カード化（バスは1990年2月1日）。
- 1990年（平成2年）
  - 3月20日：地下鉄鶴見緑地線（現・長堀鶴見緑地線）開業。
  - 4月20日：「ノーマイカーデーフリーチケット」発売開始（1997年7月に「ノーマイカーフリーチケット」と改称）。
- 1995年（平成7年）7月1日：地下鉄全車両が完全冷房化され、バス・ニュートラムも含めすべての車両に冷房装置が設置される。
- 1996年（平成8年）3月20日：阪急電鉄ほか3社とストアードフェアシステム「スルッとKANSAI」開始[18]。大阪市交通局では「レインボーカード」を発売[18]。スルッとKANSAIでカードに印字される符号は入場記録用が大交で、降車記録用がOCであった（降車記録では、縦に並べて表記される。これは降車記録にも時刻が印字されるため）。
- 1997年（平成9年）12月18日：大阪港トランスポートシステムテクノポート線・ニュートラムテクノポート線が開業し、それぞれ中央線・南港ポートタウン線と相互直通運転開始。
- 2000年（平成12年）5月20日：小型ノンステップバス（後に赤バスと命名）を大阪運輸振興株式会社に委託して運行を開始。
- 2004年（平成16年）7月1日：地下鉄・ニュートラムで駅番号を導入[19]。
- 2005年（平成17年）
  - 7月1日：大阪港トランスポートシステムからテクノポート線・ニュートラムテクノポート線を譲り受け、それぞれ中央線・南港ポートタウン線に編入[20]。これに伴い大阪市電開業から満101年を迎えたのと、大阪市交通局の総駅数が101駅となったのと、両方が偶然同時期に「101」という数に到達した事に関連付けて[21]、硬券の記念乗車券を販売した[22]。
  - 12月1日：梅田駅・東梅田駅・西梅田駅の乗り継ぎ時間を30分までに制限（経過した場合は別々に料金が計算される）。
- 2006年（平成18年）
  - 2月1日：地下鉄・ニュートラム・バス全線でポストペイ式IC乗車カード「PiTaPa」を導入。大阪市交通局が指定して発行するカードの名称はOSAKA PiTaPa。それに伴いICOCAも使用可能に。
  - 12月24日：地下鉄今里筋線開業。
- 2008年（平成20年）4月1日：定期観光バスを廃止。
- 2013年（平成25年）
  - 3月23日：交通系ICカード全国相互利用サービスへの対応を開始し、Kitaca、PASMO、Suica、manaca、TOICA、nimoca、はやかけん、SUGOCAが利用可能になる。
  - 3月31日：赤バス運行終了。
- 2014年（平成26年） 4月1日：消費税引上げに伴う乗車料金改定に併せて地下鉄・ニュートラムの1区の乗車料金を200円から180円に値下げ。また「1区特別乗車券」や「バス・地下鉄乗継券」の発行を廃止。
- 2017年（平成29年）
  - 4月1日
    - 地下鉄・ニュートラムの2区の乗車料金を240円から230円に値下げ[23]。
    - 地下鉄・ニュートラム各駅でプリペイド式IC乗車カード「ICOCA」、および「ICOCA定期券」の発売開始[24][25][26]（ただし、市バス⇔地下鉄、ニュートラムの連絡定期券の発売なし）。

  - 6月1日：市営地下鉄民営化に向けた準備会社として大阪市高速電気軌道株式会社を大阪市の全額出資で設立[4][5][6]。
  - 7月1日：市営交通事業の廃止後、交通局がこれまで担ってきた地下鉄・バス等の市内交通に関する交通政策の企画立案・推進、総合調整の業務を主に担当する都市交通局（英：Osaka City Transportation Bureau）を設置[4][27]。
- 2018年（平成30年）4月1日：市営地下鉄事業を大阪市高速電気軌道株式会社に、バス事業を大阪シティバス株式会社に運営譲渡[9][7][4][3]。114年にわたる歴史を持つ交通局を廃止。これにあわせて私鉄各線とのICOCAによる連絡定期、バスとのIC連絡定期などを発売開始[28][29]。

## 組織体制
数年ごとに組織体制の改組・変更が行われているが、基本的には本局関係と事業所（現業）関係のふたつに分類される。
2015年（平成27年）9月時点では、組織体制は以下のように定められていた。
本局関係
- 民営化推進室
- 経営管理本部／事業管理本部
  - 経営管理部／経理部…経営企画課、経理課
  - 総務部…総務課、情報システム課
  - 調達部…調達課
  - 職員部…人事課、労務課、厚生課
  - 事業開発部…事業開発課
  - 営業部…営業企画課

- 鉄道事業本部
  - 鉄道統括部…鉄道統括課、安全推進課
  - 運輸部…管理課、運転課、駅務課、輸送指令所
  - 電気部…電気課、電気設計課、電気ネットワーク課
  - 車両部…車両課、保守計画課
  - 工務部…工務課、技術課、建設改良課
  - 建築部…建築施設課、建築設備課

- 自動車部…業務課、運輸課、整備課
- 監査室

事業所関係
- 運輸部
  - 教習センター
  - 中百舌鳥乗務運輸…中百舌鳥、加賀屋の各乗務所を統括
  - 大日乗務運輸…大日、八尾、天神橋の各乗務所を統括
  - 森之宮乗務運輸…森之宮、今里、鶴見、清水の各乗務所を統括
  - 梅田駅務運輸…梅田、本町、ドーム前千代崎、清水の各管区駅を統括
  - 難波駅務運輸…難波、大国町、阿波座、日本橋の各管区駅および南港運輸事務所を統括
  - 天王寺駅務運輸…天王寺、東梅田、平野、堺筋本町の各管区駅を統括

- 電気部
  - 電気管理事務所…東部、南部、北部、中量保安（ニュートラム）の各管区を統括
  - 電気指令所

- 車両部
  - 森之宮車両管理事務所…森之宮、鶴見、大日、東吹田の各検車場を統括
  - 緑木車両管理事務所…緑木、中百舌鳥、南港の各検車場を統括

- 工務部
  - 工務管理事務所…大国町、森之宮の各保線管区、ならびに長居、森之宮の各工事管区を統括
  - 改良工事事務所

- 建築部
  - 建築工事…建築施設管区（各営繕区）、建築設備管区（各設備区）を統括

- 自動車部
  - 自動車運輸…住吉営業所、守口営業所、中津営業所を統括
  - 自動車車両管理事務所

なお、南港運輸事務所は難波駅務運輸に所属しているが、乗務組織でもある。
大阪市の他部局と同様、市採用職員の職階は局長級、部長級、課長級、課長代理級、係長級、係主査、主任、係員と明確に規定されており、事業所関係における教習センター所長、各運輸長、各管理事務所長にはそれぞれ課長級が補職されている（建築工事のみ、統括者を担当課長と呼称）。
ここで言う局長級とは、交通局長自身に加え、鉄道事業本部長と民営化推進室長の3名を指す（経営管理／事業管理の両本部長は職員部長による兼務）。 
局採用、つまり現業部門の職員に対してはまた別の職階が適用されていた。こちらは民間の鉄道事業者とほぼ同じく、上位から順に運輸助役／技術助役、助役、助役補、事務員／技術員と定められている。
交通局では民営化直前には、その準備の意味もあり、内部におけるこのような市採用と局採用との間にある待遇の違いを無くしてゆく試みが、少しずつではあったが進められていた。

## 民営化に至った経緯

### 關淳一市長下
大阪市交通局は、地下鉄事業への投資の蓄積・市バス事業の業績悪化・公有地土地信託事業（フェスティバルゲート・住之江公園駅のオスカードリーム）の失敗で多額の負債を抱え（ただし、地下鉄事業に限れば2003年度より単年度黒字になり2010年度には累積欠損金を解消している）、業務効率化と収支状況の改善を図るため、大阪市の市政改革本部の打診を受けて大阪市交通局で2006年度中に公設民営化を前提とした経営形態のあり方を検討していた。
その間、2006年5月に独自に関西経済同友会が完全民営化の提言を行い、2006年6月9日には公設民営化ではなく将来的には「株式上場も視野に入れた完全民営化」を実施する方向で検討に入ると発表した。
その後の協議の結果、2007年1月、大阪市交通局経営形態検討会により現状の経営のままでは、市バスは赤字額が大きいために民営化（株式会社化）は難しく、2,000人以上の職員のリストラを実施するなどの経営改善施策を採った場合には、地下鉄とバスの両方の民営化が可能との見解をホームページ上で公開した。
これを受けて市政改革室も公営交通事業の民営化の可能性を検討に入ったが、大阪市会の交通水道委員会の議員らが「福祉バス路線の縮小反対」や「大阪市交通局は市民の資産であって切り売りは許されない」などとして猛反発し、結局2007年3月に当時大阪市長の關淳一が「大阪市交通局の経営形態はあらゆる方向性を視野に入れて、もっと時間をかけて検討すべき」と従来の姿勢から一歩後退した姿勢を見せた。

### 平松邦夫市長下
この地下鉄民営化が争点の一つとなった、2007年11月18日投開票の大阪市長選挙では、民営化の検討を公約に掲げた關が落選した。他方、当選し大阪市長に就任した平松邦夫は、当面は公営のまま経営形態を維持して経営改善を図ることを主張していた。仮に民営化を検討するにしても、その是非は将来に制度化を目指す住民投票制度を通じて市民に問うものとしていた。
2010年8月になり、大阪市は再び民営化計画を見直し、市営地下鉄の運営部門を上下分離方式により民営化させる政策を打ち出した。線路などの設備は従来どおり市が保有し、列車の運行に関する部門は新会社が担当する。これによって3400人ほどの職員を削減でき、経営の効率化が図れるという。
その後、市長は2011年11月の選挙で当時現職の平松が落選し、翌12月に橋下徹に交代した。

### 橋下徹市長下
2012年6月19日に開かれた大阪府市統合本部会議において、地下鉄事業は「上下一体での民営化」、バス事業は「地下鉄事業とは完全分離して運営、かつ民営化」という方針を打ち出し、この方針のもとに2012年12月に民営化基本方針（素案）、2013年2月に素案を改訂した民営化基本方針（案）を策定した。
橋下は、大阪市会に、2013年2月15日に「大阪市高速鉄道事業及び中量軌道事業の廃止に関する条例案」、「大阪市自動車運送事業の廃止に関する条例案」をそれぞれ提出した。2014年9月9日には地下鉄運営の新会社設立のための出資金を計上した「平成26年度大阪市高速鉄道事業会計補正予算（第2回）」が提出された。
2014年11月21日に、大阪市会は「大阪市高速鉄道事業及び中量軌道事業の廃止に関する条例案」、「大阪市自動車運送事業の廃止に関する条例案」および「平成26年度大阪市高速鉄道事業会計補正予算（第2回）」を否決したが、その後2016年2月3日に、市バスの2016年度の営業成績が、31年ぶりの黒字となった2013年度以来3年ぶりの赤字になる見通しとなったため、大阪市が民営化案を提出した。
2017年に大阪市は市会に地下鉄事業の廃止議案を提出し、自由民主党など2/3以上の賛成が得られる見通しとなり、2017年3月28日の市会本会議で大阪維新の会・自由民主党・公明党などの賛成多数で地下鉄事業の廃止議案が可決された。
これにより、2018年4月1日から市営地下鉄事業（新交通システムを含む）は大阪市が全額出資して設立される新会社・大阪市高速電気軌道株式会社が、市営バス事業は大阪シティバス株式会社がそれぞれ引き継ぐことになり、日本国内の地方自治体の公営地下鉄では初めてとなる民営化が実現することになった。ただし、前述のとおり保有路線の大部分は法的には軌道扱いのため、大阪市高速電気軌道は「軌道経営者」かつ「鉄道事業者」となる。なお、地下鉄事業を継承する大阪市高速電気軌道株式会社は、民営化基本方針（案）では大阪地下鉄株式会社の仮称が使用されていた。
地下鉄は重要な交通インフラだとして地下鉄の新会社は民営化後も大阪市が全株を保有する株主となるため市に経営決定権がある。また、交通局保有の関西電力株（約1500万株）を譲渡する代わりとして安全対策・交通政策の維持のために交通政策基金を創設することが発表されている。また大阪市は、大阪市交通局事業の廃止後も、「大阪市高速電気軌道株式会社および大阪シティバス株式会社の監理」、「大阪市域内における地域交通政策（BRT社会実験含む）」「交通政策基金の所管」を主な事務とする、大阪市長直轄の「都市交通局」を2017年7月1日付で新たに設置することも発表している。
2018年1月25日、公式の愛称を英文表記で「Osaka Metro」とすることを決定した。ただし大阪市は「大阪市高速電気軌道」のほか「大阪メトロ」「大阪地下鉄」を2017年に商標出願しており、いずれの表記も民営化後の活用を検討している。また、大阪市高速電気軌道は運営開始と同日に、大阪市の第三セクターとなっている大阪地下街を純民間会社化した上で大阪シティバスとともに系列企業とすることとしている。

## 企画乗車券・カード
下記の乗車券を交通局の外郭団体である大阪メトロサービスが発行している。
エンジョイエコカード
2011年10月1日から後述の「共通一日乗車券」「ノーマイカーフリーチケット」に代わって発売された地下鉄・ニュートラム・バス全線の一日乗車券である。「環境にやさしい地下鉄・バスで大阪の街歩きやショッピングを楽しんでもらう」よう、名称を「エンジョイエコカード」とした。
発売価格
大人 : 800円（土曜・休日は600円）
小児 : 300円

共通全線定期券
地下鉄・ニュートラム・バス全線で、有効期間中は乗り放題となる。持参人有効なので、誰でも利用できる。
発売価格
1か月 : 16,100円
3か月 : 45,900円
6か月 : 86,900円

回数カード
従来の各料金区間（1区・2区など）ごとに発売されていた回数券およびバス回数券カードに代わって1997年7月の料金改定の際に発売を開始したプリペイドカード。
地下鉄・市バス・ニュートラムのみで使用できるカードで、大人3000円、小児1500円で販売されている（それぞれ利用額は10%増しの3300円、1650円）。
使い方はレインボーカードに似ているが、他社局線は利用できないため、他社線に乗り継ぐ場合は、他社線との接続駅までの切符を購入して、降車駅で精算することで対応している。
また、回数券の代替カードという理由のため、地下鉄・ニュートラムに乗車するときに1区間分の180円（バス - 地下鉄乗継割引が適用される場合は100円）が先に引き落とされるため、残額がこれらの料金未満のときは入場できない（自動券売機では利用できる）。ただし、赤色の自動改札機に限り、新しい回数カードと2枚同時に投入することで、残額が料金未満であっても入場可能。2区間以上利用した場合は降車駅で差額を引き落とす。有効期限はないが、払い戻しの取り扱いはできない。

OSAKA PiTaPa
詳細は当該項目を参照。PiTaPaによる大阪市営地下鉄・ニュートラム・バスでの割引サービスは後述の「PiTaPaによる割引」を参照。
ICOCA
2017年4月1日に地下鉄・ニュートラム各駅でも発売を開始したプリペイド式IC乗車カード。定期券も発売（他社との連絡定期は2018年4月以降発売予定）。

### 販売終了
レインボーカード
スルッとKANSAI加盟社局の電車・バスで利用可能なプリペイドカード。
1枚で地下鉄・ニュートラム・バスのほか、スルッとKANSAIネットワークエリア内の交通機関をきっぷを買うことなく直接改札機に通して、自由に利用可能。ただし、この乗車券には割引やプレミアムはない。2017年3月31日をもって発売を終了したが、駅の自動改札機・バスの料金収納機では2018年1月31日まで利用できた。
未成年および成人の身体障害者・知的障害者向けのスルッとKANSAIカードも駅長室で販売されていた。特別割引用のスルッとKANSAIカードを購入するには、駅長室にて顔写真が見えるように障害者手帳を提示する必要があった。
販売されていた乗車券の額面
大人 : 500、1,000、2,000、3,000円
小児 : 500、1,000円
大人用5,000円のカードも発売されていたが、レインボーカードの偽造カードが発見されたことにより、2009年1月下旬に発売を中止している（使用は引き続きできた）、
また、レインボーカードを含むスルッとKANSAI対応カードで自動券売機での「共通一日乗車券」・「ノーマイカーフリーチケット」・「回数カード」への引き換えもできなくなった。
レインボーカード発売前には券売機引き換えタイプの「タウンカード」が発売されていた。

共通一日乗車券
地下鉄・ニュートラム・バス全線が一日乗り放題となる。改札機などに投入すると、通用日が印字され、その日一日が乗り降り自由となっている。また、乗車当日に限り、各種指定観光施設の割引特典も受けられた。
未成年および成人の身体障害者・知的障害者が1人で利用するために購入する場合は、小児用ではなく大人用を買わなければならなかった。
2011年9月30日をもって発売終了。
販売価格
大人 : 850円
小児 : 450円

ノーマイカーフリーチケット
大阪の商慣行（五十日・ごとび）で道路渋滞が常態化していた毎月20日前後の市内交通状況の改善を目的として企画された。共通一日乗車券と同様に、地下鉄・ニュートラム・バス全線が乗り放題になる乗車券であるが、販売価格が600円なので、共通一日乗車券よりもさらに割安になる。ただし、その企図ゆえに大人用しか用意されていなかった。
2011年9月30日をもって発売終了。未使用のカードは10月1日以降、土曜・休日に利用可能となる。
利用可能日
毎月20日のノーマイカーデー（20日が日曜日および祝日等の場合は21日、20日および21日が日曜日および祝日等の場合は22日）と毎週金曜日。

1区特別回数券
1997年7月の料金改定の際に、特に近距離である初乗り（1区）の料金が高くなるとの批判を避けるため、利用者の負担軽減のため発売された回数券である。当初期間限定で発売される予定であり、発売箇所も駅長室や構内売店など限られた箇所でしか購入できなかったが、後に各駅1か所以上設置されている赤い新型（多機能型）券売機でも購入できるようになった。地下鉄1区間専用の回数券であるが、回数カードに比べて割引率が高く、2000円（10回分）の販売額に対し、利用額は2400円（12回分）となる。1区間専用だが、差額精算で2区間以上も利用できた。ただし、市バスは乗車不可であり（精算などでのバスとの乗り継ぎ割り引きも適用されない）、有効期限があった。
身体障害者・知的障害者向けの1区特別回数券も駅長室で販売されていた。駅長室にて顔写真が見えるように障害者手帳を呈示することで障害者割引版1区特別回数券を購入できた。
2014年4月1日の料金改定で1区乗車料金が200円から180円に値下げされたことに伴い、廃止された。

## PiTaPaによる割引
大阪市交通局の地下鉄・ニュートラム・バスにOSAKA PiTaPaなどのPiTaPaカードで乗車すると、以下のような割引が適用される。ただし、相互利用可能なICOCAなどのIC乗車券には適用されない。また、大阪市営地下鉄から直通運転している阪急・北急・近鉄の各線に入った場合は、まったく別の割引制度になる。阪急では「利用回数割引」や「区間指定割引」「IC定期サービス」が、北急では「IC定期サービス」が、近鉄では「利用額割引」と「区間指定割引」が行われているが、これら各社の割引・IC定期サービスはすべて、大阪市交通局のものとは別であり、割引対象となる運賃の通算もされない。

### 利用額割引・フリースタイル
地下鉄・ニュートラム・バスの利用額に比例して引き落とし額が割り引かれる制度を用意している。利用額が多いほど得をするため、同局が発行している回数カードよりも得になるケースも存在する。例えば一般コース（大人・小児コースの2種類。いずれも事前の登録は不要）の大人料金の場合、2010年10月からの割引率の改定により、月1回でも地下鉄・ニュートラム・バスを利用すれば割引が適用されることになる。
加えて、地下鉄・ニュートラム←→バスの乗り継ぎ割引制度も自動で適用される（これはICOCAでの利用にも適用）。
一般コースのほかに、割引額がより大きくなる、学生・大人コース（大阪市交通局が指定する学校に在籍する利用者で、事前に年度単位での登録が必要）、シニアコース（事前に登録した65歳以上の利用者が対象）もある。
2008年2月末までは、前記のサービスを単に「利用額割引」と称していたが、同年3月1日より、次項に挙げる「利用額割引・マイスタイル」が設定されたことにより、本サービスは「利用額割引・フリースタイル」と名称変更した。

### 利用額割引・マイスタイル
2008年3月1日より、地下鉄・ニュートラム・バスの利用区間を指定・登録することで、6か月定期券の1か月分相当を上限額として、利用額に比例して引き落とし額が割り引かれる、「利用額割引・マイスタイル」の制度を開始した。「地下鉄プラン」「バスプラン（市バス全路線の利用が対象）」「地下鉄・バスプラン（市バス分は全路線の利用が対象）」の3つのプランが設定され、主に従来定期券を利用していた顧客に対しての利用を促進している。
「地下鉄プラン」と「地下鉄・バスプラン」の地下鉄分については、2つの利用駅を登録すればその2駅（「登録駅」）相互間の利用、およびそれら2駅のどちらからも同じ区数になる駅（「対象駅」）と「登録駅」との相互間を利用する場合は、「特定の利用」分として計算され（「対象駅」相互間の利用は「特定の利用」にはならない）、その合計額が上限額より少ない場合は、利用額に応じて割り引かれた金額（上記「利用額割引・フリースタイル」相当）だけを払えばよい。上限額を超えた場合は超過分が全額割引額として扱われ徴収されない。
また他社線相互乗り入れ区間（御堂筋線江坂駅 - 北大阪急行／中央線長田駅 - 近鉄／堺筋線天神橋筋六丁目駅 - 阪急）を利用する場合は、それぞれの地下鉄・他社線の分岐駅（江坂・長田・天神橋筋六丁目）から利用する地下鉄の駅までを指定・登録することになる。
この割引は3つのプランとも、事前に指定・登録することで、OSAKA PiTaPaを始めとするすべてのPiTaPaカードで適用される。またいずれのプランとも、学生割引の場合はより大きな割引が設定されるが、「フリースタイル」と同様に、年度ごとの登録が必要となる。

#### 定期券との違い
定期券利用者に対して薦められている割引ではあるが、対象区間外の駅へまたがって乗車した場合は「乗り越し精算」として計算されないという点が、定期券での扱いと異なる。この場合では、「特定の利用」ではない乗車として乗車駅からの全額が別計算になる（「利用額割引・フリースタイル」に準じて別途集計される）。一方で大阪市内中心部の複雑な路線網のエリアが対象駅として事前に設定した場合は、定期券よりも広い範囲の利用が追加料金なしでできるのは大きなメリットである。また「地下鉄プラン」でも市バスとの乗り継ぎ割引も適用される。
また、定期券と異なり区間と有効期限の印字はカードに行われないため、交通費として申請する場合は別途区間証明の書類などが必要となる。

## その他
- 公式キャラクターとして「レインボーファミリー」がいる。これは交通局の車両を擬人化し家族に見立てたもので、2003年（平成15年）に市営交通100周年を記念してお目見えした。ファミリーは地下鉄の「チカパパ」、バスの「バスママ」、ニュートラムの「トラムクン」、赤バスの「アカバスチャン」の4人で構成されている。しかし、後述の新マスコットキャラクター「にゃんばろう」の登場にともない、「レインボーファミリー」は姿を消した。
- 大阪に住む人々の間でよく使われている地名の略称（天六・上六・谷四など）は大阪市交通局が市電の方向幕（行先表示）やのりかえきっぷにその略称を表記し始めたことが始まりだとされている。
- 2007年12月にYahoo!オークションの官公庁オークション上において、交通局グッズを初めて出品した。
- 2011年9月、新マスコットキャラクターの「にゃんばろう」が登場。CMやポスターなどでお披露目されている。にゃんばろうの鼻の部分は大阪市の市章である澪標をかたどっている。しかし2018年4月の民営化に伴い一度は姿を消したが、2019年6月に復活を果たした。
- 京阪電気鉄道との間では、観光誘致キャンペーン「OSAKA+KYOTOすてきつなげて」を共同展開している。また他の関西の大手私鉄各社や西日本旅客鉄道（JR西日本）との間でも、個々に観光誘致のキャンペーンや、他社線への乗り換えルートの案内の広告を出稿することがある。例：京阪電車へは肥後橋（京阪の駅名は渡辺橋）・淀屋橋・北浜・天満橋・京橋・関目成育（京阪の駅名は関目）の各駅で連絡、など。
- 大阪市内に住む70歳以上の人に対して「敬老優待乗車証」を交付しているが、この敬老優待乗車証は2007年9月よりICカード化されている[42]。そして、大阪市交通局以外のPiTaPa・ICOCAエリア（2013年1月現在）で利用する場合は現金をチャージして利用できるようになった。
- 職員の着用する夏用の制服は、駅員や乗務員・指令員は半袖だが、車両整備や線路・電気・信号工事に従事する技術系統の職員の制服は夏期でも長袖となっていた。これは怪我や事故などから身を守るためであった。また、制帽の帽章は大阪市高速電気軌道へ流用された。

## 関連団体・企業
- 大阪シティバス株式会社 - 車庫業務、バスの運行委託など。2014年4月1日に大阪運輸振興から社名変更。2018年4月1日に大阪市営バス事業を継承。
- 大阪メトロサービス株式会社（財団法人大阪市交通局協力会から移管） - PiTaPaの発行、広告代理業、保険代理業など
- 交通サービス株式会社（財団法人大阪市交通事業振興公社から移管） - 保線、車両整備業務、駅務機器整備、施設営繕、遺留品取り扱いなど（2012年4月1日に上記の大阪メトロサービスと合併）
- 大阪市交通広告協同組合 - 交通局広告媒体の広告事業者の調整組合